# Полтавське срібло
Полтавське срібло — порода великих кролів м'ясо-шкуркового напряму.

## Історія
Порода кролів виведена в 1952 році відомими селекціонерами, братами І. І. Каплевським і А. І. Каплевським, авторам породи сірий велетень. Розробка велася у Полтавській області. Основою для виведення нової стійкої породи стали завезені з Німеччини кролики Шампань Сріблястий французької селекції. Порода була виведена без прилиття іншої крові, виключно шляхом відбору, що в кролівництві відбувається рідко.
Як і у випадку з Сірим Велетнем, була зроблена спроба адаптувати породу до інших, більш суворих кліматичних умов і простих кормів. Задум цілком вдався, селекційна робота з виведення породи Полтавське Срібло проводилася схрещуванням кролів породи Шампань з місцевими сірими кроликами і подальшим ретельним відбором найкращих особин з потрібними характеристиками.

## Особливості породи
Великі кролики, дорослі особини досягають ваги 4,5-5,7 кг. Тулуб трохи витягнутий — до 57 см завдовжки, напіварочного типу, задня частина добре розвинена. В цілому тварини гармонійні — глибока грудна клітка, середнього розміру голова і під стать їй акуратні, щільні, округлі вуха. Будова міцна, мускулиста.
Хутро трохи жорсткувате, густе. Таке хутро схоже на хутро лисиці і, на відміну від порід із занадто ніжним хутром, завжди виглядає охайно, доглянуто. За ці якості шубка кроликів Полтавське Срібло походить на американську породу Срібляста Лисиця. Забарвлення красиве, стильне, ефектне, за рахунок вишуканого поєднання темної сіро-блакитної або чорної основи і білих остьових волосків.
Сріблення, як і у інших сріблястих порід, пов'язане з дією гена si, при цьому з віком кількість білих волосків збільшується, і кролик все більше і більше «сивіє». Остьових білих волосків менше на голові, ногах і вухах, через що ці частини темніші, що служить додатковим контрастом і лише додає привабливості.